# AG2R Prévoyance/2000
Deze pagina geeft een overzicht van de wielerploeg Ag2r Prévoyance in 2000.

## Algemeen
Sponsors: Ag2r Prévoyance (verzekeringsmaatschappij)
Ploegleiders: Vincent Lavenu, Laurent Biondi, Gilles Mas
Fietsen: Décathlon

## Renners
| Naam                 | Geboortedatum | Nationaliteit | Ploeg 1999        |
| -------------------- | ------------- | ------------- | ----------------- |
| Christophe Agnolutto | 06-12-1969    | Frankrijk     | Casino            |
| Lauri Aus            | 04-11-1970    | Estland       | Casino            |
| Stéphane Barthe      | 05-12-1972    | Frankrijk     | Casino            |
| Philippe Bordenave   | 04-03-1969    | Frankrijk     | BigMat-Auber '93  |
| Aleksandr Botsjarov  | 26-02-1975    | Rusland       | Besson Chaussures |
| Pascal Chanteur      | 09-02-1968    | Frankrijk     | Casino            |
| David Delrieu        | 20-02-1971    | Frankrijk     | Casino            |
| Laurent Estadieu     | 19-12-1973    | Frankrijk     | Onbekend          |
| Artūras Kasputis     | 22-02-1967    | Litouwen      | Casino            |
| Jaan Kirsipuu        | 17-07-1969    | Estland       | Casino            |
| Andrej Kivilev       | 20-09-1973    | Kazachstan    | Festina-Lotus     |
| Gilles Maignan       | 30-08-1978    | Frankrijk     | Casino            |
| Innar Mändoja        | 28-02-1978    | Estland       | Casino            |
| Benoît Salmon        | 09-05-1974    | Frankrijk     | Casino            |
| Ludovic Turpin       | 22-03-1975    | Frankrijk     | Casino            |
| Stagiairs            |               |               |                   |
| Alexandre Grux       | 03-02-1976    | Frankrijk     |                   |
| Nicolas Inaudi       | 21-08-1978    | Frankrijk     |                   |
| Julien Thollet       | 22-11-1976    | Frankrijk     |                   |

## Overwinningen
Tour Down Under
Eindklassement: Gilles Maignan
Ster van Bessèges
1e etappe: Jaan Kirsipuu
3e etappe: Jaan Kirsipuu
6e etappe: Jaan Kirsipuu
Ronde van de Middellandse Zee
1e etappe: Jaan Kirsipuu
Classic Haribo
Jaan Kirsipuu
Parijs-Nice
2e etappe: Jaan Kirsipuu
Catalaanse Week
5e etappe: Jaan Kirsipuu
Ronde van de Vendée
Eindklassement: Jaan Kirsipuu
Vierdaagse van Duinkerke
2e etappe: Artūras Kasputis
7e etappe: Jaan Kirsipuu
Nationale kampioenschappen
Estland (tijdrit): Lauri Aus
Estland (wegwedstrijd): Lauri Aus
Ronde van Frankrijk
7e etappe: Christophe Agnolutto
Ronde van Denemarken
5e etappe: Artūras Kasputis
6e etappe: Jaan Kirsipuu
Ronde van Poitou-Charentes
4e etappe: Gilles Maignan
Ronde van Polen
2e etappe: Jaan Kirsipuu
3e etappe: Jaan Kirsipuu
4e etappe: Jaan Kirsipuu
2000 · 2001 · 2002 · 2003 · 2004 · 2005 · 2006 · 2007 · 2008 · 2009 · 2010 · 2011 · 2012 · 2013 · 2014 · 2015 · 2016 · 2017 · 2018 · 2019 · 2020 · 2021 · 2022 · 2023 · 2024 · 2025